# Vladimír Chaloupka
Vladimír Chaloupka (* 25. ledna 1976, Brno) je bývalý český fotbalový útočník. Po skončení aktivní kariéry trénuje ve Zbrojovce Brno mládež. Jeho starším bratrem je Jindřich Chaloupka.

## Hráčská kariéra
Stejně jako jeho bratr je dorosteneckým mistrem se Zbrojovkou/Boby Brno (1992/93).
Zbrojovácký odchovanec nastoupil v nejvyšší soutěži ke 107 utkáních a dal 6 gólů. Debutoval v dresu Boby Brno, dále hrál ve Slovácké Slavii Uherské Hradiště, Jablonci a Viktorii Plzeň. Na podzim 2000 hostoval v Semilech, v ČFL vstřelil 5 branek v pěti startech.
Kariéru končil v rakouských nižších soutěžích v týmu SC Zwettl. Jaro 2011 a ročník 2011/12 strávil v SV Weitra, od 2. srpna 2012 byl hráčem FK SK Bosonohy.

## Trenérská kariéra
Po skončení hráčské kariéry se věnuje ve Zbrojovce Brno trénování mládeže.

## Ligová bilance
| Ročník                          | Zápasy | Góly | Klub               |
| ------------------------------- | ------ | ---- | ------------------ |
| 1. česká fotbalová liga 1993/94 | 3      | 0    | FC Boby Brno       |
| 1. česká fotbalová liga 1994/95 | 5      | 0    | FC Boby Brno       |
| 1. česká fotbalová liga 1995/96 | 6      | 0    | FC Boby Brno       |
| 1. česká fotbalová liga 1995/96 | 10     | 0    | Slovácká Slavia UH |
| 1. česká fotbalová liga 1996/97 | 17     | 3    | FC Boby Brno       |
| Gambrinus liga 1997/98          | 22     | 1    | FC Boby Brno       |
| Gambrinus liga 1998/99          | 19     | 0    | FK Jablonec        |
| Gambrinus liga 1999/00          | 11     | 1    | FK Jablonec        |
| Gambrinus liga 2000/01          | 9      | 1    | FK Jablonec        |
| Gambrinus liga 2000/01          | 5      | 0    | FC Viktoria Plzeň  |
| CELKEM                          | 107    | 6    |                    |